# Edmund Underwood
Edmund Underwood, né le 5 mars 1853 dans la baie de Humboldt en Californie et mort le 12 avril 1928, est un homme politique américain. Il est gouverneur des Samoa américaines de 1903 à 1905.